# Jul (album av Ingmar Nordström)
Jul är ett julalbum från 1982 av Ingmar Nordström. Alla sånger är textlösa, utom "Jingle Bells".

## Låtlista
1. Jul, jul, strålande jul (Gustaf Nordqvist)
2. O Sanctissima (trad. från Sicilien)
3. Bella Notte (Sonny Burke, Peggy Lee)
4. Staffan var en stalledräng (Sonny Burke, Peggy Lee)
5. Wie schön leuchtet der morgenstern (Philipp Nicolai)
6. Jingle Bells (James Lord Pierpont)
7. När det lider mot jul (Ruben Liljefors)
8. Ave Maria (Franz Schubert)
9. Santa Lucia (Teodoro Cottrau)
10. Ett barn är fött på denna dag (medeltida julvisa)
11. Bereden väg för herran (trad.)
12. Hosianna (Georg Joseph Vogler)

### Fotnoter
1. ↑  ”Jul”. Svensk mediedatabas. 28 februari 1982. http://smdb.kb.se/catalog/id/001888707. Läst 1 januari 2014.